# Soudat
Soudat é uma comuna francesa na região administrativa da Nova Aquitânia, no departamento Dordonha. Estende-se por uma área de 8,67 km². Em 2010 a comuna tinha 90 habitantes (densidade: 10,4 hab./km²).